# Singaporemma singulare
Singaporemma singulare là một loài nhện trong họ Tetrablemmidae.
Loài này thuộc chi Singaporemma. Singaporemma singulare được Shear miêu tả năm 1978.